# Charles M. Huber
Ne doit pas être confondu avec Charles Huber.
Charles Muhamed Huber, né Karl-Heinz Huber le 3 décembre 1956 à Munich (Bavière), est un acteur et homme politique allemand, membre de la CDU. Élu le 22 septembre 2013, il est le premier député d'origine africaine avec Karamba Diaby (élu à la même législature, mais pour le SPD) à siéger au Bundestag.

## Biographie
Né à Munich, il est le fils illégitime du diplomate sénégalais Jean-Pierre Faye (neveu de l'ancien président et philosophe sénégalais Léopold Sédar Senghor) et d’une femme de ménage allemande, Olga Huber. Il a surtout été élevé par sa grand-mère maternelle et n’a rencontré pour la première fois son père qu’à l’âge de 28 ans. Il suit une formation de prothésiste dentaire, avant de se lancer dans une carrière d'acteur et de conseiller politique. Son nom de scène est Charles Muhamed. Le choix de ce nom rappelle son enfance, quand on l'avait surnommé Charly, en même temps qu’il manifestait sa sympathie pour Mohamed Ali. Dans son autobiographie Ein Niederbayer im Senegal, publiée en 2004, il raconte son enfance, celle d’un Afro-Allemand qui a grandi avec sa grand-mère à Großköllnbach (Markt Pilsting, dans le district de Dingolfing-Landau) dans les années 1960, sa jeunesse à Munich et ses rapports difficiles avec la part africaine de son passé. En 2004, il est admis au PEN club germano-suisse.
Divorcé, il est père de quatre enfants. Il est commissaire honoraire de la police bavaroise.
Il joue le rôle du commissaire Henry Johnson dans la série télévisée Le Renard, entre 1986 et 1997.

## Carrière

### Acteur
Il commence sa carrière d'acteur à Munich. Premier acteur de série d'origine africaine en Allemagne, il devient célèbre grâce à la série policière Le Renard, dans laquelle il incarne, de 1986 à 1997, le commissaire Henry Johnson.
En 1999, il termine sa formation de réalisateur à la New York Film Academy. Son travail de fin d'études, le court métrage The Arrival, est projeté en 1999 au Festival international du film de Hof.

### Activité politique
Charles M. Huber s’intéresse à la politique depuis sa jeunesse. Il s'investit d'abord dans des groupes de travail sur la politique étrangère au SPD puis à la CSU.
Lors de la campagne électorale de 2009, il soutient la CSU, et participe à des émissions télévisées pour appuyer la chancelière Angela Merkel.
En vue des élections de 2013, il se porte candidat de la CDU dans la circonscription de Darmstadt. Il est élu député.
Au Bundestag, il est membre de la commission de la coopération économique et du développement, membre suppléant de la commission des affaires étrangères et membre suppléant de la sous-commission pour la prévention civile des crises et de la commission économie et énergie.
Il occupe également, entre autres, les postes de vice-président du groupe de travail Afrique de la CDU/CSU au Bundestag, président du groupe parlementaire des pays anglophones et lusophones d'Afrique de l'Ouest et du Centre et membre suppléant de l'Assemblée parlementaire de l'OTAN,.
En mars 2016, il participe à une conférence à l'université Harvard sur la migration en Europe, à l'invitation du Center for European Studies.

### Engagement pour l'Afrique
En 2002, il fonde l'association Afrika Direkt e. V., qui soutient les artistes, les jeunes et les nécessiteux au Sénégal. L'association permet également aux jeunes Allemands socialement défavorisés, par exemple ceux de l'orphelinat de Munich, de visiter le Sénégal.
En 2006, il a fait campagne pour une meilleure intégration des athlètes africains dans le football professionnel et invite le président sénégalais Abdoulaye Wade à Munich.
Fin 2018, il déménage dans la grande ville de M'bour au Sénégal, à environ 100 kilomètres au sud de Dakar, où il possède une maison sur l'Atlantique depuis 2004.
Charles M. Huber allie sa passion, le golf, aux activités charitables. Il est membre du Eagles Charity Golf Club e.V, une association à but non lucratif fondée à Munich en 1993, qui réunit des personnalités connues qui aiment jouer au golf et veulent agir pour la bonne cause.